# Département de Santa Rosa (Guatemala)
Santa Rosa est un département du Guatemala. Son chef-lieu est Cuilapa.

## Municipalités
1. Barberena
2. Casillas
3. Chiquimulilla
4. Cuilapa
5. Guazacapán
6. Nueva Santa Rosa
7. Oratorio
8. Pueblo Nuevo Viñas
9. San Juan Tecuaco
10. San Rafael Las Flores
11. Santa Cruz Naranjo
12. Santa María Ixhuatán
13. Santa Rosa de Lima
14. Taxisco